# Конклав 1978 года (октябрь)

## СмертьИоанна Павла I
28 сентября 1978 года было сообщено о смерти в Ватикане после 33 дней понтификата папы Иоанна Павла I: он был найден мёртвым в постели. Кардиналам пришлось вернуться в Рим на новый конклав.

## Зигзагиконклава
Второй конклав обещал быть тяжелым, опять столкнулись кандидатуры кардинала Джузеппе Сири, архиепископа Генуи, и кардинала Джованни Бенелли, архиепископа Флоренции. Сторонники Бенелли были уверены, что он будет избран. В ранних баллотировках Бенелли не хватило девяти голосов до победы. Но масштаб оппозиции обоим кардиналам подразумевал, что ни один, вероятно, не получит две трети плюс один голос, необходимый для выбора.

## ВыборКароля Войтылы
Кардинал Франц Кёниг, влиятельный и глубоко уважаемый архиепископ Вены, предложил кардиналам неожиданный компромисс. Компромиссным кандидатом стал польский кардинал Кароль Войтыла, которого он знал и очень уважал.
Сторонники Сири сплотились вокруг Войтылы, также как и умеренные католики. В конечном счете победил Войтыла и взял имя Иоанн Павел II в честь своего предшественника. Он получил 99 голосов от 111 участвовавших кардиналов, согласно итальянской печати. Иоанн Павел II стал первым неитальянским римским папой после голландца Адриана VI, избранного в 1522 году, и первым славянином на Святом престоле.

## Кардиналы старше 80 лет на Конклавах 1978 года
Согласно motu proprio «Ingravescentem Aetatem» от 21 ноября 1970 года и апостольской конституции «Romano Pontifici Eligendo» от 1 октября 1975 года, кардиналы старше 80 лет на момент смерти папы римского Павла VI 6 августа 1978 года не имели права участвовать в Папском Конклаве, который начался 25 августа 1978 года, чтобы избрать преемника Павла VI.
Иоанн Павел I за время своего понтификата не успел назначить ни одного кардинала, поэтому число кардиналов, не имеющих права голоса на Конклаве 14 октября, идентично по сравнению с предыдущим Конклавом.
| Продолжительность  | 3 дня                      |
| Число баллотировок | 8                          |
| Выборщики          | 111                        |
| ------------------ | -------------------------- |
| Африка             | 13                         |
| Латинская Америка  | 19                         |
| Северная Америка   | 11                         |
| Азия               | 8                          |
| Европа             | 56                         |
| Океания            | 4                          |
| Итальянцы          | 26                         |
| СКОНЧАВШИЙСЯ ПАПА  | ИОАНН ПАВЕЛ I (1978)       |
| НОВЫЙ ПАПА         | ИОАНН ПАВЕЛ II (1978—2005) |

### Кардиналы возведённые папой римским Пием XII
- 18 февраля 1946
  - Карлуш Кармелу де Вашконшелош Мотта, архиепископ Апаресиды;
  - Йозеф Фрингс, бывший архиепископ Кёльна;
  - Антонио Каджиано, бывший архиепископ Буэнос-Айреса.
- 12 января 1953
  - Джеймс Фрэнсис Макинтайр, бывший архиепископ Лос-Анджелеса;
  - Альфредо Оттавиани, бывший префект Священной Конгрегации Доктрины Веры.

### Кардиналы возведённые папой римским Иоанном XXIII
- 15 декабря 1958
  - Карло Конфалоньери, епископ Остии и Палестрины, архипресвитер Либерийской базилики и декан Священной Коллегии Кардиналов;
  - Антонио Мария Барбьери, капуцин, бывший архиепископ Монтевидео;
  - Альберто ди Жорио.
- 14 декабря 1959
  - Паоло Марелла, епископ с титулом субурбикарной епархии Порто и Санта Руфина, архипресвитер Ватиканской базилики, вице-декан Священной Коллегии Кардиналов.

### Кардиналы возведённые папой римским Павлом VI
- 22 февраля 1965
  - Иосиф Слипый, верховный архиепископ Львова украинского (обратите внимание, что много историков верят, что Слипый, был возведён in pectore на консистории от 28 марта 1960, но это утратило силу, когда Иоанн XXIII умер в 1963);
  - Лоуренс Джозеф Шиэн, бывший архиепископ Балтимора.
- 26 июня 1967
  - Патрик Алоизиус О’Бойл, бывший архиепископ Вашингтона;
  - Пьетро Паренте.
- 28 апреля 1969
  - Мигель Дарио Миранда-и-Гомес, бывший архиепископ Мехико.
- 5 марта 1973
  - Фердинандо Джузеппе Антонелли, францисканец.